# Hakea ivoryi
Hakea ivoryi är en tvåhjärtbladig växtart som beskrevs av Frederick Manson Bailey. Hakea ivoryi ingår i släktet Hakea och familjen Proteaceae. Inga underarter finns listade i Catalogue of Life.